# 정역학
정역학(靜力學, statics)은 물리학의 한 갈래로, 정적 평형 상태에 있는 계를 다루는 분야이다. 즉, 이러한 상태에서는 하위 계들의 상대적 위치가 시간에 따라 변화하지 않으며, 구성 물질과 구조가 외부력의 작용 하에서 정지 상태에 있게 된다. 정적 평형 상태에서 계는 정지하여 있거나, 그 질량중심이 일정한 속도로 움직인다.

## 기초 용어
- 공간(Space) : 공간이란 좌표계에서 직선과 각도로서 기술되는 어떤 위치에서 물체가 차지하는 기하학적인 영역이다. 3차원 문제에서는 3개의 독립적인 좌표가 필요하다. 2차원 문제에서는 2개의 좌표만이 필요하다.
- 시간(Time) : 어떤 사건의 연속에 대한 단위이며 동역학에서는 기본량에 해당한다. 하지만 정역학에서는 시간은 직접적으로 포함하지 않는다.
- 질량(Mass) : 질량은 물체의 관성력에 대한 단위이다. 또한 질량을 어떤 물체속에 있는 물질의 양으로도 생각할 수 있다. 물체의 질량은 서로 다른 물체끼리의 끌어당기는 힘에 영향을 미친다.
- 힘(Force) : 다른 물체에 대한 한 물체의 작용이다. 힘은 작용하는 방향으로 물체를 이동시키려는 경향이 있다. 힘은 크기, 방향 그리고 작용점에 의해서 그 특성을 갖고 있다. 힘은 벡터량이다.
- 질점(Particle) : 크기는 없고 질량만 있는 물체를 질점이라 한다. 그래서 점 질량으로 간주할 수 있으며 가끔 질점은 물체의 미세요소로써 선택된다. 그뿐만 아니라 물체의 치수가 물체의 위치 및 물체에 작용하는 힘의 운동이 부적절할 때, 그 물체를 질점으로서 취급하기도 한다.
- 강체(Rigid body) : 물체 내의 상대적인 변형이 무시할 정도로 작을 때 그 물체를 강체로 간주한다. 정역학은 평형 상태에 놓인 강체에 작용하는 외력을 주로 계산하게 된다.

## 스칼라와 벡터

### 스칼라(Scalar)
벡터와 함께 물리학에서 사용하는 대표적인 물리량의 한 형태이다. 같은 반에 속한 학생 수, 전자가 가지는 전하량, 길이, 에너지 등이 스칼라량에 속하며 크기를 나타내는 수에 단위를 붙여서 그대로 사용한다. 에너지 5J, 전하량 1C, 이동 거리 5M 등은 모두 스칼라로 표현된 양들이다. '어떤 방향의' 혹은 '어떤 방향으로' 5J의 에너지라는 말이 어색하게 느껴지는 것은 이런 양들이 방향에 대한 정보를 포함하고 있지 않기 때문이다. 이렇듯 방향과 상관없이 크기만 가지는 양을 스칼라량이라고 칭하며 이 외에도 질량, 온도, 크기 같이 물체의 속성과 관련이 있는 양들 또한 스칼라량에 속한다.

#### 스칼라의 연산
일반적인 사칙연산이 그대로 적용된다. 질량 2kg짜리 물체 위에 3kg짜리 물체를 얹으면 총 질량은 5kg이 된다. 이처럼 스칼라의 연산은 일상적으로 사용하는 더하기, 빼기, 나누기, 곱셈을 무리 없이 그대로 적용해서 사용할 수 있다. 하지만 스칼라가 이러한 사칙연산에만 사용되는 것은 아니고 단위 길이를 가진 벡터와 곱하여져 벡터의 크기를 나타내는 데도 쓰인다. 5a→는 a→방향의 벡터가 5의 크기를 가짐을 나타내며 스칼라와 벡터의 곱으로 표현된 양이다. 스칼라와 벡터의 곱은 결과적으로 벡터량이 된다.

### 벡터(Vector)
크기와 방향을 가지는 양을 '벡터'라고 한다. 대응되는 개념으로 크기만을 가지는 변량은 '스칼라'라고 부른다. 예컨대 길이, 질량, 넓이는 스칼라이고 속도, 가속도, 힘은 벡터이다. 그림과 같이 유향 선분AB로 나타내어지는 벡터를 기호로는 로 나타내고, A를 벡터의 시점, B를 벡터의 종점이라 한다. 벡터를 문자로 나타낼 때에는 등의 기호를 사용한다. 벡터의 크기를 기호로 로 나타내고 이는 곧 선분 AB의 길이를 의미한다.

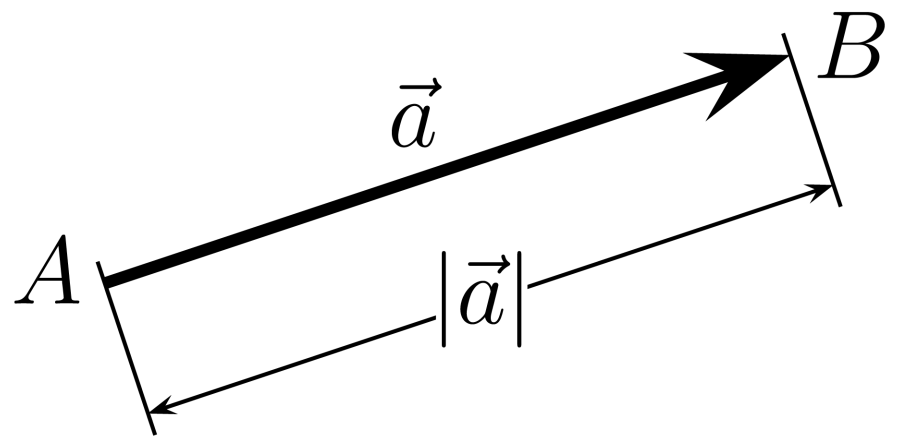

#### 벡터의 연산
숫자에 사칙연산이 적용되듯 벡터에도 더하기, 빼기, 외적, 내적과 같은 몇 가지 연산이 정의되어 있다. 벡터 덧셈은 힘의 합 등을 구할 때 쓰이며 벡터의 뺄셈은 변위를 구해서 속도, 혹은 가속도 벡터를 얻기 위해 주로 사용한다. 벡터 내적은 에너지에 관한 단원에서 힘이 한 일을 계산할 때, 벡터 외적은 자기장 속을 움직이는 전하가 받는 힘의 방향과 크기를 구할 때 각각 필요하다. 벡터는 물리학 전 범위에서 빠짐없이 사용되므로 네 가지 연산을 실제로는 어떻게 계산하는지 그리고 그 연산의 결과가 기하학적으로는 어떤 의미를 가지는지 이해하는 것이 좋다. 예를 들어 두 벡터의 외적은 각각을 두 변으로 가지는 평행사변형의 넓이를 구해서 두 벡터와 동시에 수직인 단위 벡터에 그 값을 곱해서 얻는 것과 같은 결과를 낳는다.

## 뉴턴의 법칙
Newton 경은 질점의 운동을 지배하는 기본 법칙들은 최초로 서술하였고, 그 법칙들의 타당성을 입증하였다.

### 제1법칙(관성)
한 질점에 작용하는 불평형 힘이 없다면, 그 질점은 정지해 있거나 일정한 속도로 직선상을 움직인다.

뉴턴의 제1법칙

### 제2법칙(힘과 가속도)
한 질점의 가속도는 그 질점에 작용하는 힘의 합력에 비례하고 그 방향은 힘의 합력 벡터 방향이다.

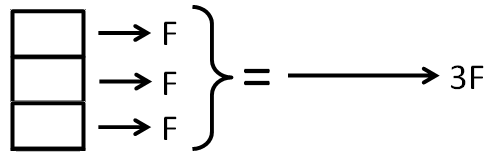
뉴턴의 제2법칙

### 제3법칙(작용과 반작용)
물체 상호간에 작용하는 작용 힘과 반작용 힘은 크기가 같고 방향이 서로 반대이며 동일선 상에 놓여있다.

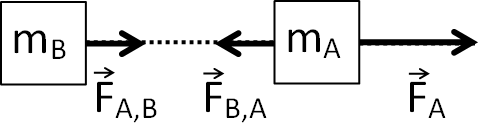
뉴턴의 제3법칙

## 힘(Force)
힘은 하나의 물체가 다른 물체에게 작용하는 것이다. 힘은 당기거나 미는힘으로 나눌 수 있으며 힘의 작용 방향으로 물체가 이동하는 경향이있다. 힘의 작용은 방향성과 크기를 나타내므로, 힘은 벡터량이다. 일상생활에서는 막연히 여러 능력을 포함하여 사용하지만, 물리학에서는 작용이 일어나는 원인이나 나타나는 방식에 따라 전기력·중력(重力)·핵력(核力)·구심력(求心力) 등으로 나눈다. 전력(電力)이나 동력(動力) 및 그 단위인 마력(馬力) 등과 같이 일률을 의미하는 것, 원자력(原子力) 등의 에너지를 가리키는 것 등, 원래 힘과 직접적으로 관계가 없는 것에도 힘(力)이라는 말을 사용하는 예가 많다.

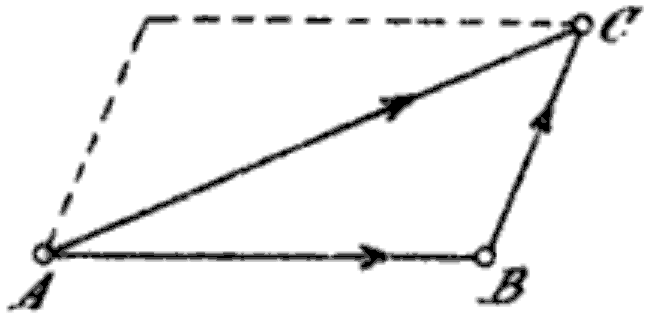
두 힘의 합력

## 힘의 모멘트

### 점에 의한 모멘트
어떤 점으로부터 힘까지의 거리(암의 모멘트)와 힘의 크기와의 곱을 말한다. 힘에 의하여 물체를 회전시키려고 하는 작용의 크기를 표시한다.
점 P에 대해서의 힘 F의 모멘트 M=Fl (평면상에서는 회전 방향에 따라 ＋, －의 부호를 붙인다.)

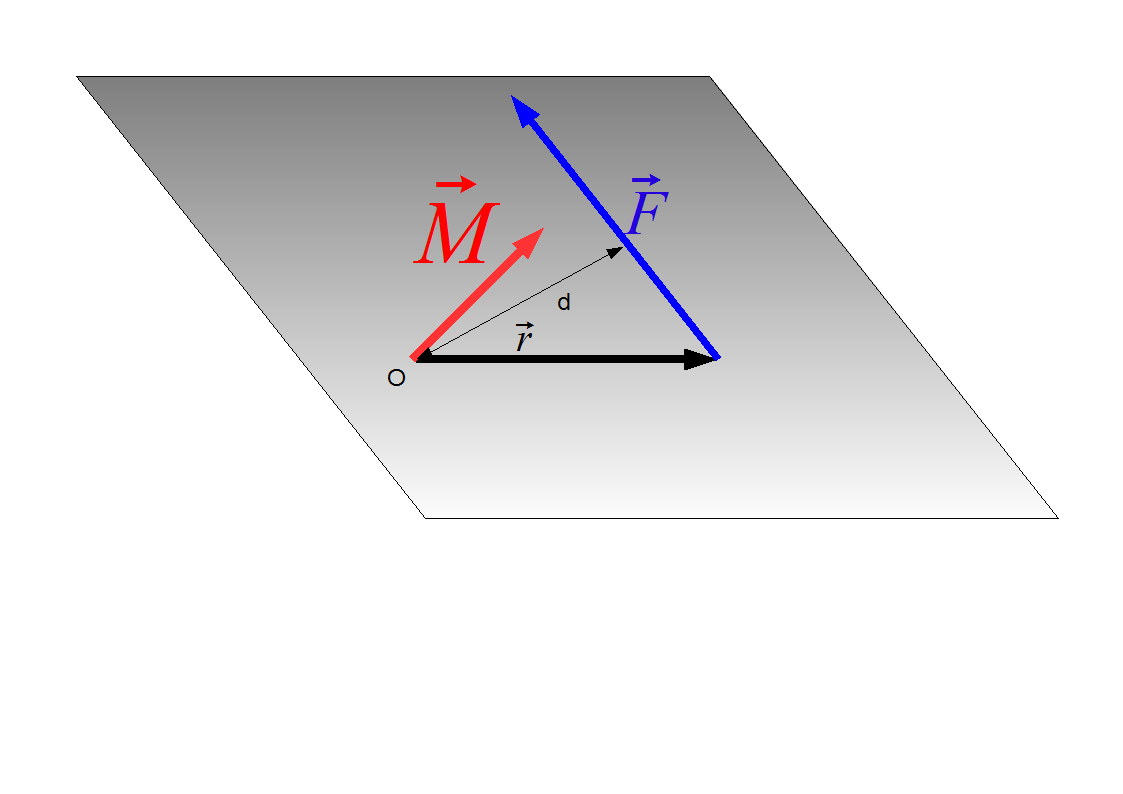
힘의 모멘트

### 바리논의 정리(Varignon's theorem)
계의 힘의 1점 O에 대한 모멘트의 합은 이들 수개 힘의 합력의 O점에 대한 모멘트와 동일하다」라고 하는 정리. 평행한 수개의 힘의 합력의 위치를 구하는데 이용된다.

### 관성 모멘트(I)
회전축을 중심으로 회전하는 물체가 계속해서 회전을 지속하려고 하는 성질의 크기를 나타낸 것이다.
외부에서 힘이 작용하지 않는다면 관성모멘트가 클 수록 각속도가 작아지게 된다.

## 평형 방정식

### 평형 방정식
힘의 정적 평형은 정역학에서 중요한 개념이다. 물체에 작용하는 모든 힘의 합력이 제로에 동일한 경우에만 평형 상태에 있다.
데카르트 좌표계에서 평형 방정식은 3 개의 모든 방향의 힘의 합이 0에 동일한 3개의 스칼라 방정식으로 나타낼 수 있다.

### 자유물체도
특정물체 또는 물체의조합을 해석대상으로 결정하면, 이러한 물체 또는 물체의 조합은 모든 주위의 물체로부터 분리된 단일물체로 취급한다.
이러한 분리는 분리된 시스템을 단일물체로 고려하여 도식적으로 나타낸 자유물체도(Free body diagram)를 통해 이루어진다.
자유물체도는 제거될 다른 물체와의 역학적 접촉에 의해 작용하는 모든 힘을 표현한다.

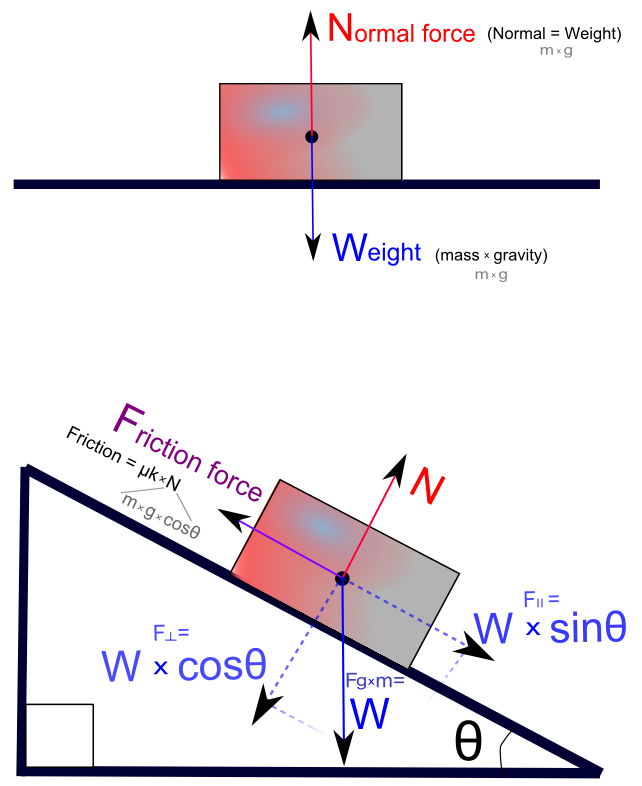
자유물체도 예1
자유물체도 예2

## 평면트러스
트러스를 구성하는 부재 및 외력이 동일 평면 내에 있는 트러스. 실제로 사용되는 것은 거의 입체 트러스이지만 계산이나 작도가 어려워지기 때문에 설계 계산 등에서는 그림과 같이 평면 트러스로 나누어 생각한다. 이와 같이 나누어서 계산해도 실용상 충분히 견딜 수 있다.

트러스 구조

### 격점법
격점법(Method of joint)이란 각 격점의 연결핀에 작용하는 힘이 평형 상태에 있어야 한다는 조건을 바탕으로 한다.
따라서 한 점에 작용하는 힘의 평형문제를 다루므로 단지 두 개의 독립적인 평형방적식만을 포함한다.

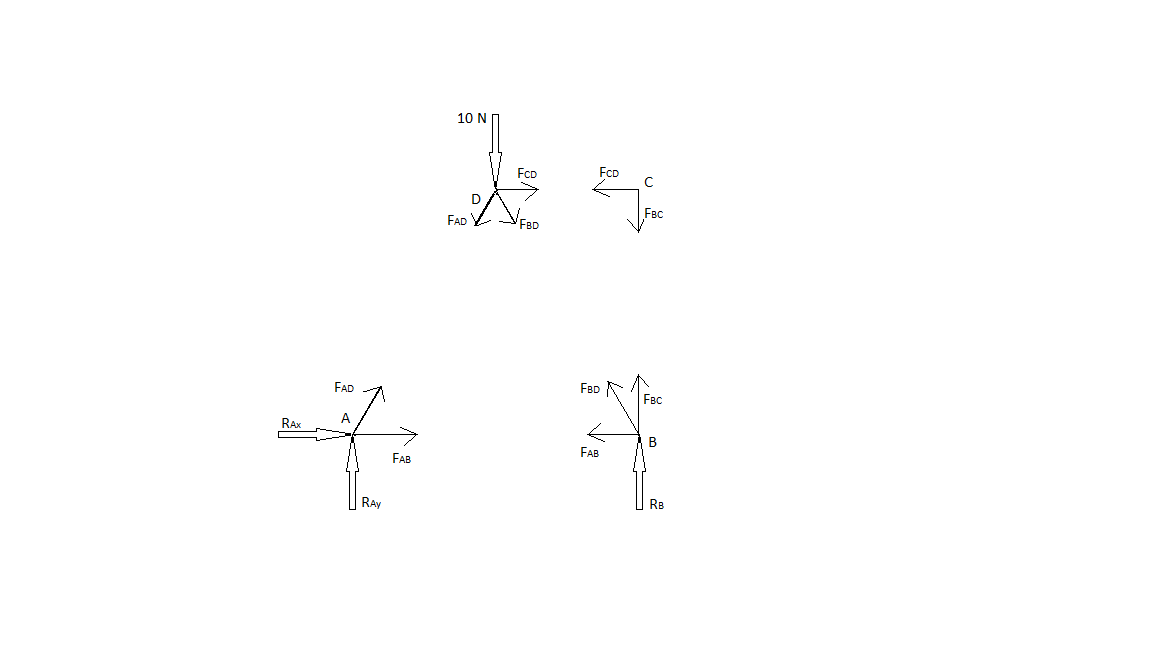
격점법 예

### 단면법
단면법(Method of section)이란 트러스 해법의 일종으로서, 트러스를 적당한 단면으로 절단하였다고 생각하고 둘로 나뉜 한쪽 부분의 구조에 있어서 여러 가지 힘의 균형 조건으로부터 절단된 부재의 부재 응력을 구하는 것을 말한다.

단면법 예

## 중요한 다른 공학 주제
- 동역학
- 재료역학

## 같이 보기
- 동역학
- 고체역학